# Zvezda (film 2002)
Zvezda (Звезда) è un film del 2002 diretto da Nikolaj Lebedev.

## Trama
Il film è ambientato nell'estate del 1944. L'Armata Rossa si sta avvicinando al confine occidentale dell'Unione Sovietica. I giovani esploratori vengono inviati alle spalle del nemico.